# Garantie de parfait achèvement
Pour les articles homonymes, voir GPA.
En droit français, la garantie de parfait achèvement (GPA) est une garantie légale à laquelle l'entrepreneur est tenu pendant un délai d'un an à compter de la réception de l'ouvrage. Étant d’ordre public, toute clause du contrat de construction qui l’exclurait ou la limiterait est nulle.

## Historique
La responsabilité des constructeurs est instituée dans les articles 1972 et 2270 du Code civil depuis 1804. Ces articles sont modifiés une première fois par la loi du 3 janvier 1967. Le rapport Spinetta de 1975, du nom d'Adrien Spinetta, met en relief trois points noirs dans le règlement des contentieux en droit de la construction : des délais de traitement très longs, l'augmentation de la charge des sinistres et la sous-assurance du secteur de la construction. En effet, dans les années 1970, les procédures juridiques sont très longues : l’indemnisation n’intervient que huit ans après la déclaration de sinistre dans 75 % des cas et, pour le quart restant, les procédures peuvent durer vingt ans. Il est également constaté une baisse de la qualité de la construction et une augmentation du montant des sinistres (doublement entre 1969 et 1974). Par ailleurs, les constructeurs comme les maîtres d'ouvrage disposent rarement d'une assurance : l'entreprise condamnée indemnise les lésés sur ses fonds propres. 
La loi relative à la responsabilité et à l'assurance dans le domaine de la construction du 4 janvier 1978, dite « Loi Spinetta », applicable aux 1er janvier 1979 veut corriger ces défauts. Elle instaure notamment un système d'assurances à double-détente qui vise à protéger l'usager d'un bien immobilier. La Loi Spinetta instaure la garantie de parfait achèvement qui n'existait pas auparavant.

## Description

### Référentiel
La garantie de parfait achèvement fait partie des trois garanties légales que le maître d'ouvrage peut actionner en cas d'apparition de désordres après les travaux de construction. Les deux autres garanties sont la garantie de bon fonctionnement et la garantie décennale. La garantie de parfait achèvement est décrite dans l'article 1792-6 du Code civil. Il s'agit d'une garantie d'ordre public, ce qui signifie que nul ne peut y déroger et que toute clause du contrat de construction qui l’exclurait ou la limiterait est nulle.
En marché public, une jurisprudence administrative considère que le maître d’ouvrage ne peut mettre en œuvre la garantie de parfait achèvement que si le contrat la prévoit expressément. Entretemps, la modification de l’article 1792-5 du Code civil par la loi du 19 décembre 1990 relative au contrat de construction d’une maison individuelle a spécifié que toute clause d’un contrat qui a pour objet d’exclure la garantie de parfait achèvement ou d’en limiter la portée est réputée non écrite,. Selon Cyril Laroche, docteur en droit et avocat à la Cour, il est envisageable que depuis cette modification du Code civil la garantie de parfait achèvement est applicable pour les marchés publics même si aucun contrat ne la prévoit expressément. Toutefois, la majorité des marchés publics font référence au cahier des clauses administratives générales (CCAG) qui prévoit la garantie de parfait achèvement.

### Modalités de mise en œuvre
La garantie de parfait achèvement couvre tous types de désordres signalés par le maître de l'ouvrage (l'acquéreur, ou, plus généralement, celui pour compte de qui sont réalisés les travaux) :
- soit au moyen de réserves mentionnées au procès-verbal de réception ;
- soit par voie de notification écrite (mise en demeure par lettre recommandée) pour ceux révélés postérieurement à la réception.

Ces désordres peuvent résulter de malfaçons (travaux mal réalisés) ou de travaux non exécutés selon la commande. La garantie de parfait achèvement ne prend pas en charge les désordres relevant de l’usure normale ou de l'usage. Certains désordres ne sont pas couverts par la garantie de parfait achèvement : ceux qui étaient apparents lors de la réception et qui n’ont pas fait l’objet de réserves et ceux qui ont fait l’objet de réserves levées avec effet rétroactif.
Les délais nécessaires à l'exécution des travaux de réparation sont fixés d'un commun accord par le maître de l'ouvrage et l'entrepreneur concerné. En l'absence d'un tel accord ou en cas d'inexécution dans le délai fixé, les travaux peuvent, après mise en demeure restée infructueuse, être exécutés aux frais et risques de l'entrepreneur défaillant.
Les défauts apparents qui n’ont pas été signalés lors de la réception des travaux ne sont pas garantis. Il est donc important que le maître de l’ouvrage inspecte sérieusement l’ouvrage avant de signer le procès-verbal et émette d’éventuelles réserves. Lorsque les défauts sont importants, le maître d'ouvrage peut refuser de signer le procès-verbal de réception. Il doit alors mettre le constructeur en demeure de mettre l'ouvrage en conformité avec un délai déterminé pour commencer les travaux.
Après l’expiration du délai de mise en demeure, l’article 1792-6 alinéa 4 du Code civil permet au maître d'ouvrage de commander les travaux auprès d’une autre entreprise. Ces travaux pourront être financés par la retenue de garantie de 5 % du prix des travaux non encore versés, en cas de contrat de construction clés en mains, ainsi que par l’organisme qui a octroyé la garantie de livraison pour qu’il prenne en charge l’excédent.
L'exécution des travaux exigés au titre de la garantie de parfait achèvement est constatée d'un commun accord, ou, à défaut, judiciairement.

## Statistiques
Une analyse des contentieux de la construction devant la Cour d'appel de Rennes sur l'année 1989 montre que les condamnations au titre de la garantie de parfait achèvement représentent 3,33 % des arrêts.

## Assurances
Il existe également une garantie de bonne fin de chantier assurant les désordres ou les abandons de chantier jusqu'à 15 % du montant des travaux, proposée par les plateformes travaux.

### Note
1. ↑  Le maître d'ouvrage souscrit une assurance Dommages-Ouvrage qui préfinance les travaux de réparation tandis que les constructeurs souscrivent une assurance responsabilité civile décennale.